# Lionel Cardon
Pour les articles homonymes, voir Cardon (homonymie).
Lionel Cardon, né le 6 janvier 1958 à Honfleur, dans le Calvados, est un criminel français. 
Cardon est connu pour avoir été l'ennemi public numéro un en France en 1983.

## Biographie

### Jeunesse et délits
Lionel Cardon est né le 6 janvier 1958 à Honfleur, dans le département du Calvados. Son père est garde-pêche et sa mère standardiste. Son grand-père avait été déporté dans un camp de concentration pendant la Seconde Guerre mondiale.
En 1970, Lionel est âgé de 12 ans quand ses parents divorcent. Son père tombe dans une grande dépression.
En 1974, le père de Lionel, toujours dépressif, finit par se suicider. Lionel, âgé de 16 ans, commet alors plusieurs vols et tentatives de vol, lui faisant cumuler six condamnations. 

### Premiers crimes
En 1976, Lionel Cardon semble planifier des braquages en compagnie d'un certain Mohamed Boubaka, 20 ans, qui s’avérera s'appeler Omar Kadri. Le scénario des deux jeunes hommes s'avère minutieusement préparé, afin de récolter de l'argent facile.
Entre janvier et mars 1977, Lionel Cardon, 19 ans, et Omar Kadri, 20 ans, commettent plusieurs vols à main armée. Il dérobe par la suite une carabine en compagnie d'un nouveau complice, Pascal Debré, rencontré en prison à Fleury-Mérogis. 
Le 18 mars 1977, Cardon et Debré tentent de braquer une station-service à Clamart. Ils s'attaquent au pompiste de la station, mais l'homme se défend et blesse Pascal Debré, après que ce dernier a tenté de lui tirer dessus avec une carabine. Lionel Cardon emmène Pascal Débré à l'Hôpital de Créteil, avant qu'ils ne soient repérés après être arrivés sur les lieux. Débré est arrêté tandis que Cardon réussit à prendre la fuite. Une fois Debré en prison, Cardon est recherché par la police, avant d'être arrêté à la fin mars 1977, après avoir tenté de se suicider en sautant du troisième étage d'une résidence. Également emprisonné, Cardon rejoint Debré. Les deux jeunes hommes sont renvoyés devant une Cour d'Assises pour braquages et tentative d'assassinat.
En 1981, Lionel Cardon, 23 ans, est jugé et condamné à 10 ans de réclusion criminelle pour ces faits,.

### Affaire Cardon
Le 30 mai 1983, Lionel Cardon est libéré de prison, après avoir bénéficié d'une libération conditionnelle. 
Le 11 octobre 1983, il est soupçonné d'avoir tué un couple de médecins de Pessac, en Gironde. François-Xavier Aran, chirurgien, est retrouvé dans sa maison ligoté et bâillonné dans la baignoire : il a été étranglé avec un câble électrique. Son épouse Aline, anesthésiste, est retrouvée le 28 octobre dans un bois près de Nevers, tuée par une balle de 7,65 à bout touchant,.
Dans la nuit du 21 au 22 novembre 1983, alors qu'il est en cavale, à moto, et se sait recherché, Cardon est arrêté par deux motards de la police pour défaut d’éclairage place de la Concorde. Il est sans aucune pièce d’identité, et les policiers lui ordonnent de les suivre jusqu’à la fourrière. Il est encadré par un policier devant lui et un autre derrière. Il prend soudainement la fuite et est pris en chasse par le motard Claude Hochard, qui finit par le rattraper dans le bois de Boulogne. Les deux hommes chutent, Cardon lui tire alors deux balles dans le cœur et le tue. Il s’enfuit dans le Bois de Boulogne.

### Arrestation
En fuite, Cardon contacte l'Agence France-Presse : il revendique la légitime défense en ce qui concerne le meurtre du policier, et se dit étranger à la mort des Aran.
Le 24 novembre 1983, il se réfugie au 59 rue Nicolo, dans le 16e arrondissement de Paris, dans le cabinet de l'avocate Nicole Dreyfus, qui avait été partie civile contre lui lors de son procès. Il la prend en otage et l'oblige, sous la menace, à téléphoner à la journaliste Annette Kahn, qui avait écrit un article sur lui, qui lui avait déplu, pour la faire venir dans le cabinet sous un prétexte. Des voisins qui avaient trouvé Cardon suspect préviennent la police. Un échange de coups de feu a lieu à l'arrivée des policiers devant la porte du cabinet, au cours duquel Cardon blesse grièvement le brigadier Jean-Pierre Molveau. Assiégé et ne voyant aucune issue, l'intéressé songe à se suicider. Après des négociations de plus de sept heures, Nicole Dreyfus finit par le convaincre de se rendre. Il est arrêté et incarcéré à la prison de Gradignan.

### Procès et condamnations
Cardon est condamné pour l'assassinat du brigadier Hochard à la réclusion à perpétuité le 16 avril 1986.
Le 2 décembre 1986, il comparaît devant la cour d'assises de Bordeaux pour l'assassinat des époux Aran. Ce même jour, il fait une tentative de suicide qui fait interrompre le procès jusqu'au 10. Le 14 décembre 1986, il est condamné, pour la deuxième fois, à la réclusion criminelle à perpétuité, assortie d'une peine de sûreté de 18 ans.
Durant l'instruction, il déclare ne pas avoir tué les époux Aran, rejetant la responsabilité sur un couple (« Patrick et Isabelle ») qui n'a jamais pu être identifié. Cependant l'expertise balistique démontre que c'est la même arme qui a tué le brigadier Hochard et Aline Aran. Cardon a été reconnu coupable de l'assassinat d'Aline Aran, mais seulement de complicité dans celui de son époux bien qu’aucun complice présumé n’ait été identifié.

### Parcours carcéral
Le 1er mai 1989, Cardon tente de s'évader de la maison d'arrêt de Fresnes avec un codétenu. 
Le 15 octobre 1991, en compagnie de Thierry Étienne, Cardon prend en otage un gardien avec un couteau de cantine à la maison centrale de Saint-Maur.
Le 28 février 1994, en compagnie d'un codétenu, Didier Cané, il tente une nouvelle fois de s'évader de la prison d'Arles avec de la dynamite. La charge ne sera pas assez puissante pour faire céder le mur d'enceinte.

### Libération et commission de deux braquages
En octobre 2012, il bénéficie d'un régime de semi-liberté, lui permettant de sortir de la maison d'arrêt en journée. Il a le projet d'ouvrir une salle de boxe dans la région toulousaine et souhaite se réinsérer en tant qu'entraîneur, mais son casier judiciaire l'empêche d'obtenir le diplôme d'entraîneur et, faute de financement, son projet échoue. Cardon retrouve pleinement la liberté, en octobre 2013, bénéficiant d'une libération conditionnelle. Au bout d'un certain temps, il cesse de se rendre devant le juge d'application des peines, chargé de ses projets de réinsertion, et devient recherché,.
Le 2 août 2015, un bijoutier de Muret est réveillé dans son sommeil par Cardon, armé et encagoulé. Cardon le contraint de le conduire dans son commerce et exige de se faire remettre le contenu du coffre. Cardon commet un second braquage à Seysses, le 21 août 2015, dans lequel une postière est agressée à son domicile et conduite de force à son bureau de poste. Cardon la frappe à coup de crosse sur le crâne et la contraint d'ouvrir le coffre-fort. A la suite des deux braquages, Cardon récolte plus de 50 000 €, en or et espèces. Les signalements des deux victimes permettent d'identifier Cardon, désormais âgé de 57 ans,.
Cardon est arrêté, le 22 octobre 2015, près de Nice et placé en garde à vue. Il reconnaît être l’auteur des deux braquages avec séquestration, l'agression au domicile de bijoutiers à Muret et à la poste de Seysses, afin de se procurer l'argent nécessaire à l'ouverture d'une salle de boxe. A l'issue de sa garde à vue, Cardon est mis en examen pour braquages et séquestration, en état de « récidive légale », puis placé en détention provisoire,.
En 2017, incarcéré en quartier d'isolement à la maison centrale de Lannemezan, dans l'attente de son procès, on apprend que Cardon a entamé une grève de la faim depuis le mois de décembre 2016, afin de protester contre la révocation qu’il pense démesurée de sa conditionnelle, ainsi que contre l'incapacité de l'État à réinsérer les détenus condamnés à de longues peines.

### Nouveaux procès
Le 11 juin 2018, Lionel Cardon comparaît pour ses deux braquages. Le 14 juin 2018, la cour d'assises le condamne à 20 ans de réclusion criminelle. Lionel Cardon a été jugé en son absence : il était hospitalisé après une grève de la faim de 80 jours. Selon le rapport d'un médecin expert cité à l'audience, il ne pesait plus que 49,4 kg pour 1,78 m.
Sa peine est réduite à 18 ans de réclusion criminelle, le 20 octobre 2020, lors de son procès en appel,.
Toujours incarcéré à cette date, Lionel Cardon pourra demander une libération conditionnelle à partir d'octobre 2024.

### Grève de la faim
Atteint d’une bronchopneumopathie chronique obstructive, il demande la suspension de sa peine pour raison médicale qui est rejetée le 8 juillet 2025. Contestant cette décision et la qualité des soins qui lui sont apportés sur son lieu d’incarcération, il entame une grève de la faim.